# PLS (format de fichier)
Pour les articles homonymes, voir PLS.
PLS est un format de fichier qui, comme l'indique sa signification en anglais (abréviation de PLayliSt), permet de créer et lire des listes de lectures de fichiers multimédia.
Format fermé, PLS appartient à Winamp et iTunes, mais il peut aussi être lu par foobar2000 et VLC media player, ou encore Tunenet  sur AmigaOS. Pour sa part, Media Player Classic avec le codec K-Lite installé fonctionnera avec le format PLS mais celui-ci ne le détectera pas automatiquement. Windows Media Player, pour sa part, est incapable de lire un fichier PLS.
L'extension de fichier utilisée la plupart du temps est .pls.
Le format PLS inclut des métadonnées supplémentaires comme le titre de la chanson, la durée. Ces infos sont maintenant disponibles dans la version étendue du format M3U.
Ce format reste néanmoins peu répandu car il est moins pratique à utiliser que le M3U, notamment par l'obligation de numéroter les morceaux de la liste de lecture, et d'indiquer le nombre total de morceaux.

## Spécifications
Le format ressemble à celui des fichiers INI. La balise [playlist] et les noms de variables sont sensibles à la casse.

### En-tête
- [playlist] : Cette balise indique que le fichier est un fichier de liste de lecture.

### Entrée de piste
Dans les noms de variable, X est à remplacer par le numéro de la piste.
- FileX : Variable définissant l'emplacement (URL) du flux ou du fichier.
- TitleX : Définit le titre de la piste. Cette variable est optionnelle.
- LengthX : Longueur en secondes de la piste. Une valeur de -1 indique une durée indéfinie (souvent utilisé pour les flux).

### Fin de fichier
- NumberOfEntries : Cette variable indique le nombre total de morceaux dans la liste de lecture[3].
- Version : Version du format de la liste de lecture. Actuellement seule la valeur 2 est valide.

## Exemple
```
[playlist]

File1=http://streamexample.com:80
Title1=My Favorite Online Radio
Length1=-1

File2=http://example.com/song.mp3
Title2=Remote MP3
Length2=286

File3=/home/myaccount/album.flac
Title3=Local album
Length3=3487

NumberOfEntries=3
Version=2

```